# Nowy Tomyśl
Nowy Tomyśl (německy Neutomischel) je město v Polsku ve Velkopolském vojvodství v okrese Nowy Tomyśl. Je sídlem stejnojmenné městsko-vesnické gminy. V roce 2023 zde žilo 13 702 obyvatel.
Město má dlouhou tradici proutkařství. Na hlavním náměstí stojí proutěný koš upletený v roce 2006, který měří 17 m na délku, 9 m na šířku a 7,7 m na výšku a je zapsán v Guinnessově knize rekordů jako největší koš na světě.

## Partnerská města
- Biesenthal, Německo
- Dębno, Polsko
- Goch, Německo
- Radzyń Podlaski, Polsko
- Sulęcin, Polsko